# Схютте, Хенк
Герман (Хенк) Схютте (нидерл. Herman "Henk" Schutte; 21 июля 1882, Зютфен — 27 марта 1949, Тюбинген) — нидерландский футболист, игравший на позиции вратаря, выступал за амстердамский «Аякс».

## Спортивная карьера
В сентябре 1901 года Хенк Схютте вступил в футбольный клуб «Аякс», который на тот момент выступал в чемпионате Амстердамского футбольного союза. Схютте играл на позиции вратаря — в чемпионате Амстердама дебютировал 13 октября в матче против команды АВВ II. В декабре он занял в клубе должность комиссара. В первом сезоне его команда заняла второе место в первом классе чемпионата Амстердама. Помимо футбола, Хенк играл в крикет за амстердамский клуб «Олимпия». В мае 1902 года он был утверждён в качестве крикетного судьи, хотя на тот момент проходил службу в 4-м батальоне 7-го пехотного полка. 
В сезоне 1902/03 защищал ворота «Аякса» сразу в двух соревнованиях — в первом классе чемпионата Амстердама и третьем классе чемпионата Нидерландов. По итогам сезона его команда стала победителем третьего класса, а в стыковых матчах амстердамцы были сильнее «Стедс Ворватса» и вышли во второй класс Нидерландов. Он оставался основным голкипером на протяжении пяти лет, а в ноябре 1906 года был исключён из клуба и лишён должности комиссара. В феврале 1908 года был реабилитирован перед клубом.
В сентябре 1910 года был избран вторым секретарём «Аякса», в том же месяце он вернулся в основной состав. В начале сезона у команды появился главный тренер, им стал ирландец Джек Кируэн, под его руководством «Аякс» стал победителем западной группы второго класса, а по результатам стыкового турнира впервые в своей истории вышел в первый класс Нидерландов. С 1911 года Хенк являлся первым секретарём клуба.
В первом туре чемпионата Нидерландов сезона 1911/12 его команда в Харлеме уступила ХФК со счётом 4:2. Хенк сыграл ещё в двух матчах чемпионата — против ХБС и ВОК, а в четвёртом туре его заменил дебютант Ян Схинделер, который покинет команду вскоре после своего дебюта. До конца сезона основным голкипером клуба был Герард Зигелер. Хенк оставался секретарём клуба до 1914 года, когда на этом посту его заменил Ян Гротмейер.
В мае 1914 года был избран вице-президентом Амстердамского крикетного союза, а спустя три года занял должность секретаря. На тот момент он выступал за крикетный клуб «Влермёйзен» из Бюссюма. С мая 1923 года был казначеем Амстердамского крикетного союза, но спустя год покинул занимаемую должность. В апреле 1926 года вернулся в Амстердамский крикетный союз, заняв пост президента. В конце 1928 года занял должность секретаря-казначея в Федерации гребли Нидерландов.

## Личная жизнь
Хенк родился в июле 1882 года в Зютфене. Отец — Геррит Схютте, был родом из Девентера, мать — Маргин де Врис, родилась в Гронингене. Родители поженились в июле 1881 года в Гронингене — на момент женитьбы отец был директором школы. В их семье было ещё трое детей: сыновья Ян Виллем и Ситско Мартинюс, дочь Маргарета Вилхелмина.
Женился в возрасте тридцати двух лет — его супругой стала 30-летняя Клара Гесина Вестенберг, уроженка Амстердама. Их брак был зарегистрирован 17 сентября 1914 года в Амстердаме. В августе 1915 года у них родилась дочь Маргарета, а в марте 1917 года сын по имени Виллем. Супруга была учителем физкультуры в Первой общественной торговой школе Амстердама.
С 1900 года работал в компании Utermöhlen & Co в должности управляющего — в октябре 1940 года он отметил 40-летний юбилей службы в компании. Вместе с женой и сыном были членами Национал-социалистического движения.
Умер 27 марта 1949 года в немецком городе Тюбинген в возрасте 66 лет.